# Metioche bimaculata
Metioche bimaculata är en insektsart som beskrevs av Lucien Chopard 1952. Metioche bimaculata ingår i släktet Metioche och familjen syrsor. Inga underarter finns listade i Catalogue of Life.